# Římskokatolická farnost Žim
Římskokatolická farnost Žim (lat. Schima) je církevní správní jednotka sdružující římské katolíky na území obce Žim a v jejím okolí. Organizačně spadá do teplického vikariátu, který je jedním z 10 vikariátů litoměřické diecéze.

## Historie farnosti

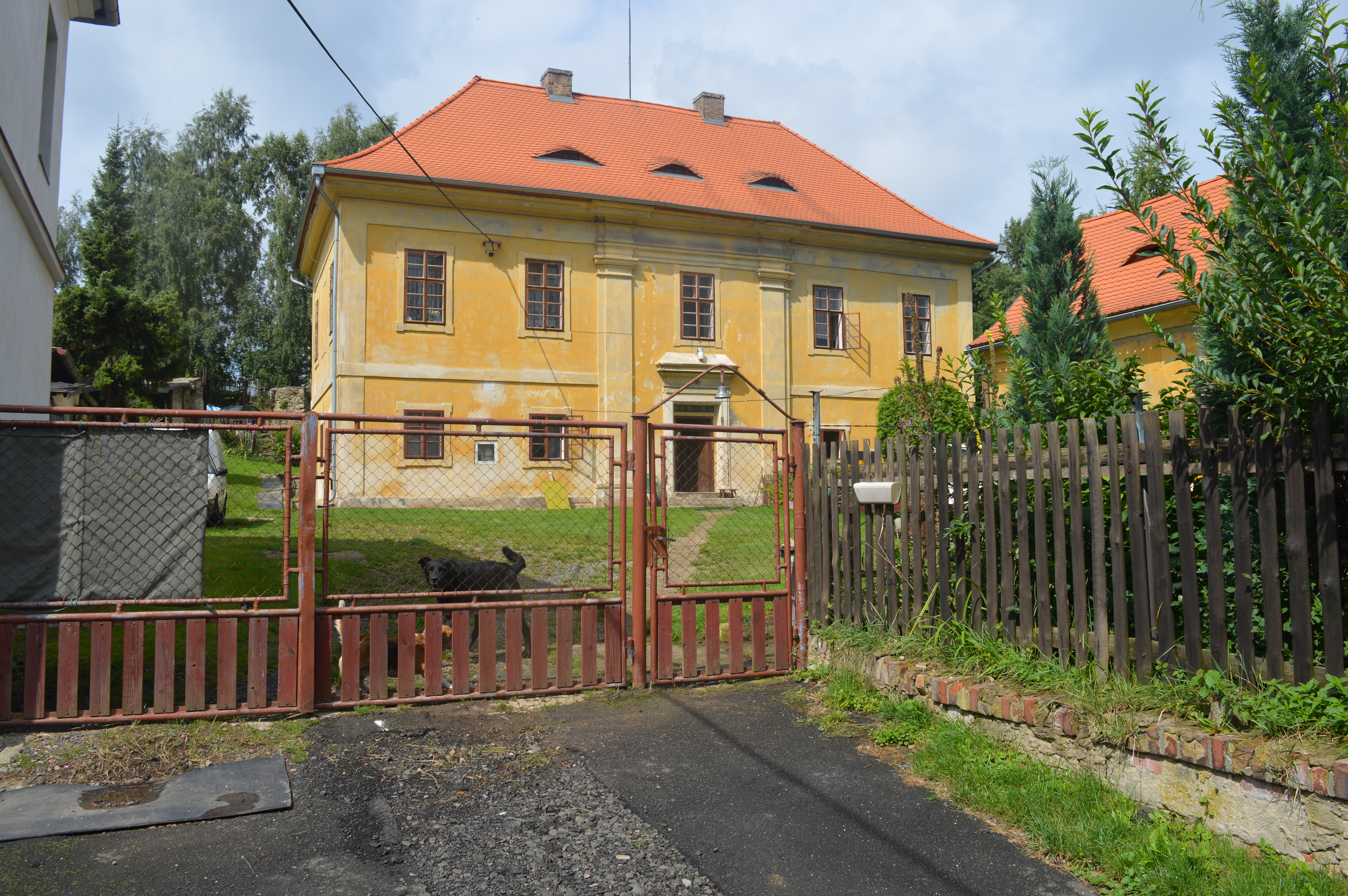
Původní sídlo farního úřadu obci Žim

Již v roce 1384 byla v místě plebánie. Fara byla obnovena roku 1673 nebo roku 1699. Od roku 1742 jsou vedeny matriky.

### Duchovní správcové vedoucí farnost
Začátek působnosti jmenovaného v duchovní správě farnosti od:
- 1699 Nicolaus Gotfr. Sutterin
- 1708 Georgius. Jos. Sutterin
- 1712 Antonius Kolel
- 1720 Ioannes Georg. Tománek
- 1726 Ioannes Andreas Kneisl
- 1732 Augustinus Stowasser
- 1753 Ioannes Mat. Göhler
- 1781 Franc. Fischer
- 1793 Jos. Seyde
- 1797 Adalbert. Schneider
- 1812 Jos. Ratzky † 11. 12. 1813
- 1814 Franc. Schinke † 4. 4. 1820
- 1820 Joann. Steiner n. 7. 7. 1783 Radonice, o. 31. 8. 1807
- 1824 Franc. Schwestka n. 2. 12. 1781 Neo-arcens. o. 8. 9. 1805
- 1825 Ign. Necžas n. 29. 3. 1788 Zubrnice, o. 26. 9. 1811, † 26. 5. 1862
- 1837 par. vacat
- 1838 Jos. Böhm n. 6. 5. 1792 Pavlovice, o. 15. 8. 1816, † 5. 3. 1842
- 1843 Franc. Kretzer n. 24. 10. 1801 Petrovice, o. 2. 9. 1829, † 12. 9. 1869
- 1870 par. vacat, admin. int. Julius Schmidt
- 1871 Wenc. Böhm n. 28. 11. 1827 Wchinitz, o. 25. 7. 1851, † 20. 12. 1886
- 1887 Jos. Jireš n. 13. 2. 1844 Jívina, o. 20. 7. 1869
- 1897 par. vacat, admin. int. Alois. Trobl
- 1898 Wenc. Jiskra n. 22. 8. 1859 Vitín, o. 17. 5. 1885, † 21. 2. 1898
- 1900 Franc. Židlický n. 5. 7. 1867 Voseček, o. 12. 10. 1890, † 17. 3. 1905
- 1905 Rud. Kameníček n. 8. 2. 1862 Štěpánov (M), o. 15. 8. 1885
- 1922 Reinhold. Reinisch n. 26. 7. 1891 Warnsdorf, o. 11. 7. 1915
- 1928 Jos. Luse n. 8. 4. 1887 Radowesitz, o. 22. 11. 1911
- 19. 11. 1946 Franz Sitte
- 1. 3. 1960 Vlastimil Punčochář
- 1. 6. 1965 František Kišš
- 1. 6. 1966 Tomáš Holoubek
- 1. 10. 1968 Milan Vlček
- 1. 2. 1990 Benno Rössler, admin. exc. z Bořislavi
- 1.9.2012 Marcin Saj, admin. exc. z Bíliny[3]

Kromě kněží stojících v čele farnosti, působili ve farnosti v průběhu její historie i jiní kněží. Většinou pracovali jako farní vikáři, kaplani, katecheté, výpomocní duchovní aj.

## Území farnosti
Do farnosti náleží území obce:
- Habrovany (Habrowan)[p 2]
- Kletečná (Kletschen)[p 2]
- Radejčín (Radzein)[p 2]
- Záhoří (Zahorž,[2] Sahorsch[4])[p 2]
- Žim (Schima)[p 2]

## Římskokatolické sakrální stavby a místa kultu na území farnosti
| | Fotografie | Stavba                       | Místo    | Bohoslužby                      | Zeměpisné souřadnice             | Status       | Číslo kulturní památky                       |
| Kostel | Kostel     | Kostel                       | Kostel   | Kostel                          | Kostel                           | Kostel       | Kostel                                       |
| --- | ---------- | ---------------------------- | -------- | ------------------------------- | -------------------------------- | ------------ | -------------------------------------------- |
| 1. |            | Kostel Nalezení sv. Kříže    | Žim      | bližší informace o bohoslužbách | 50°35′6″ s. š., 13°57′51″ v. d.  | farní kostel | 68299/5-2768 (Pk•MIS•Sez•Obr•WD) (Q23978428) |
| Kaple |            |                              |          |                                 |                                  |              |                                              |
| 2. |            | Kaple Panny Marie            | Záhoří   | bližší informace o bohoslužbách | 50°34′36″ s. š., 13°58′14″ v. d. | kaple        | —                                            |
| 3. |            | Kaple Zvěstování Panny Marie | Kletečná | bohoslužby příležitostně        |                                  | kaple        | —                                            |
| Některé drobné sakrální stavby a pamětihodnosti lze dohledat zde v databázi Drobné sakrální památky Zaniklé sakrální stavby lze dohledat zde v databázi Poškozené a zničené kostely, kaple a synagogy v České republice |            |                              |          |                                 |                                  |              |                                              |

Ve farnosti se mohou nacházet i další drobné sakrální stavby, místa římskokatolického kultu a pamětihodnosti, které neobsahuje tato tabulka.

## Příslušnost k farnímu obvodu
Z důvodu efektivity duchovní správy byl vytvořen farní obvod (kolatura) farnosti-arciděkanství Bílina, jehož součástí je i farnost Žim, která je tak spravována excurrendo.

## Galerie

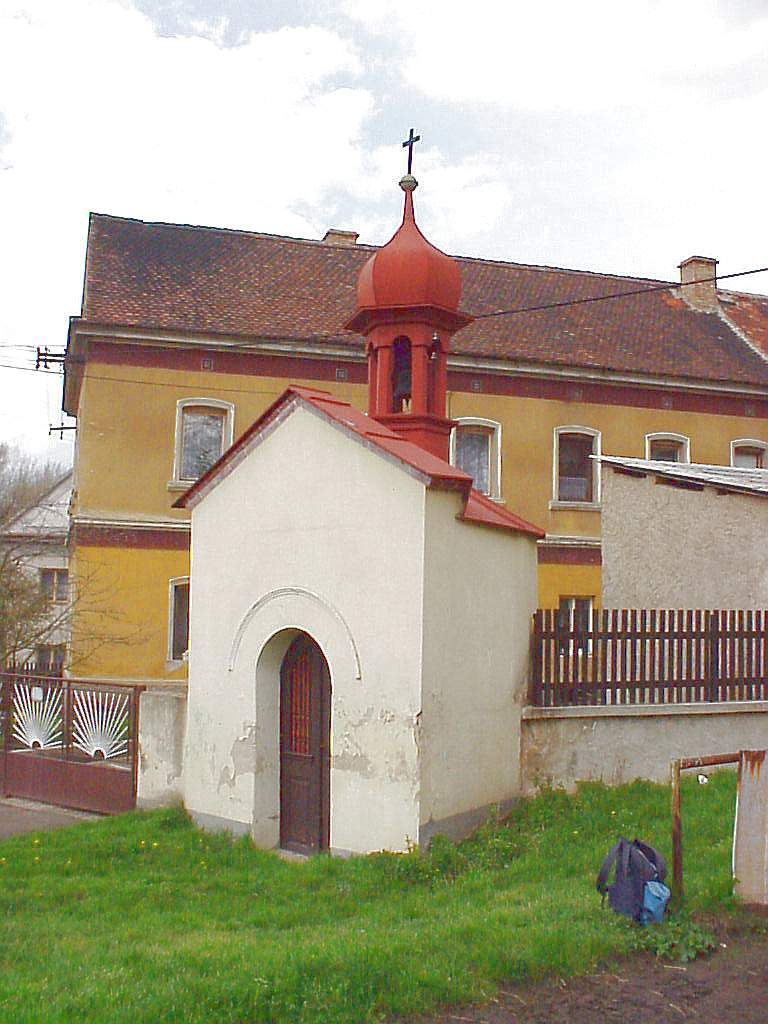
Kaplička Panny Marie v Habrovanech
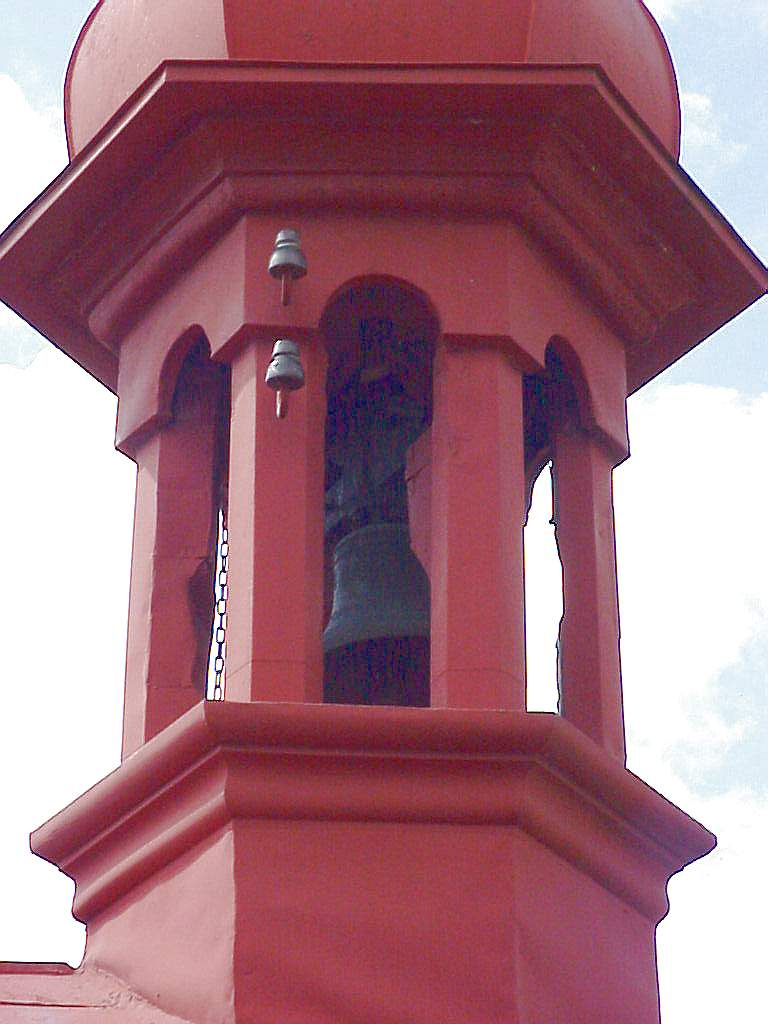
Detail věžičky kapličky Panny Marie v Habrovanech
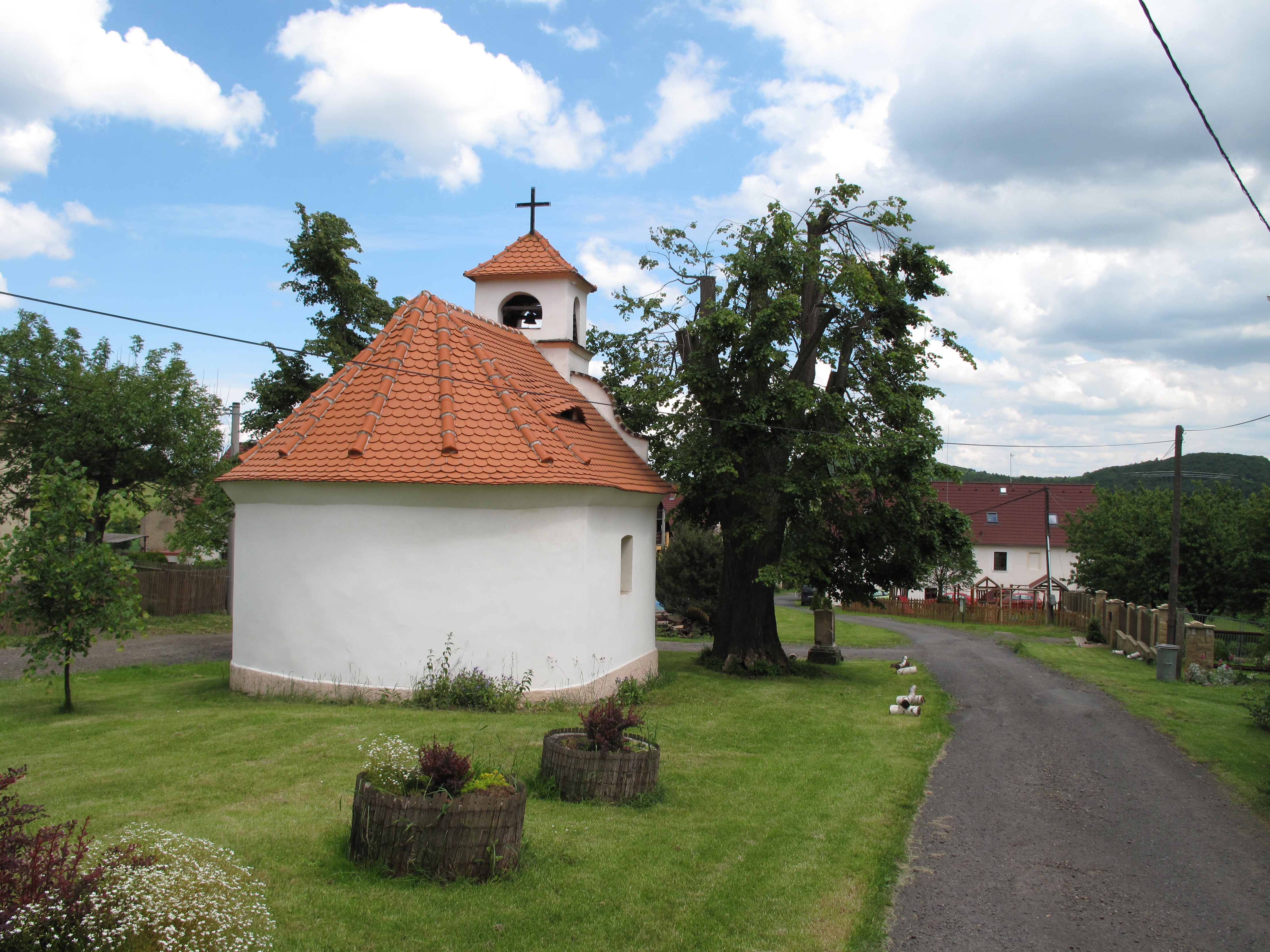
Kaple sv. Floriána v Kletečné
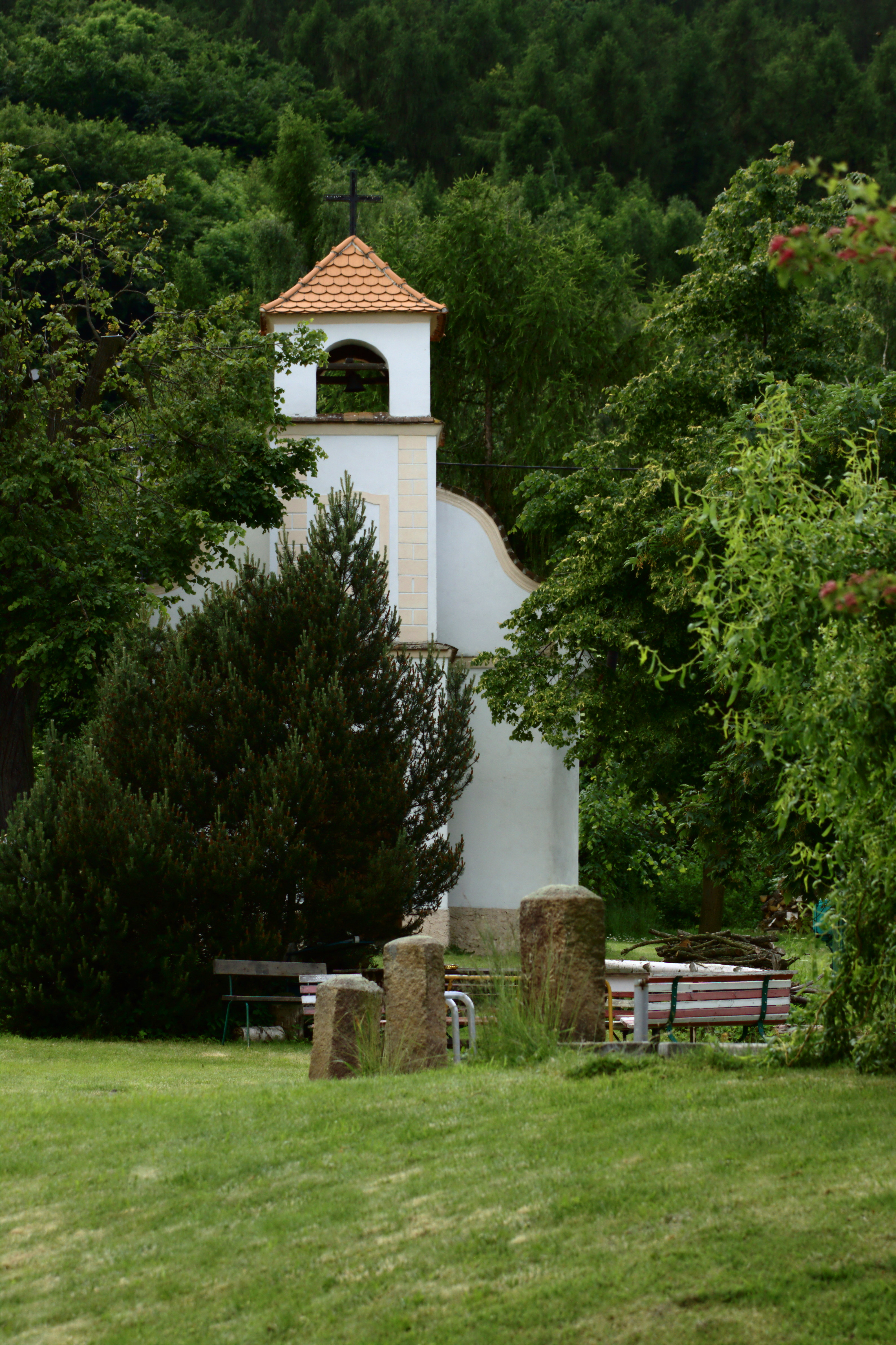
Kaple v Kletečné